# Liste des préfets de l'Yonne
Cet article recense, par ordre chronologique, les hauts fonctionnaires français qui ont occupé le poste de préfet de l'Yonne.

## ConsulatetPremier Empire
| Période      | Période      | Identité               | Fonction précédente                         | Observation                             |
| ------------ | ------------ | ---------------------- | ------------------------------------------- | --------------------------------------- |
| 3 mars 1800  | 12 mars 1813 | Jean-Baptiste Rougier  | Député de l'Yonne à l'Assemblée législative | Nommé préfet de la Nièvre (Cent-Jours). |
| 13 mars 1813 | 10 juin 1814 | Jean-François Defermon | Préfet des Hautes-Alpes (1809-1813)         | Nommé préfet du Var (Cent-Jours).       |

## RestaurationsetCent-Jours
| Période         | Période         | Identité                   | Fonction précédente             | Observation                      |
| --------------- | --------------- | -------------------------- | ------------------------------- | -------------------------------- |
| 11 juin 1814    | 14 juillet 1815 | Charles Gamot              | Préfet de la Lozère (1813-1814) | Maintenu pendant les Cent-Jours. |
| 15 juillet 1815 | 19 mars 1817    | Michel de Goyon            | Préfet des Côtes-du-Nord        | Nommé préfet de l'Eure.          |
| 20 mars 1817    | 5 août 1830     | Maurice Goujon de Gasville | Préfet de l'Eure                |                                  |

## Monarchie de Juillet
| Période          | Période          | Identité                           | Fonction précédente  | Observation                                                                   |
| ---------------- | ---------------- | ---------------------------------- | -------------------- | ----------------------------------------------------------------------------- |
| 5 août 1830      | 22 juillet 1833  | Benoît Pompéi                      | Sous-préfet de Calvi | Nommé préfet d'Eure-et-Loir.                                                  |
| 22 juillet 1833  | 23 novembre 1841 | François-Marie Taillepied de Bondy | Préfet de la Corrèze | Devient pair de France.                                                       |
| 23 novembre 1841 | 26 février 1848  | Léon Saladin                       | Préfet de l'Aude     | Sera nommé préfet du Var en 1850 mais refuse ce poste et passe à la retraite. |

## Seconde République
| Période          | Période          | Identité                     | Fonction précédente                         | Observation                                                                        |
| ---------------- | ---------------- | ---------------------------- | ------------------------------------------- | ---------------------------------------------------------------------------------- |
| 28 février 1848  | 22 mai 1848      | Théophile Robert             | Propriétaire                                | Commissaire du gouvernement, élu représentant de l'Yonne.                          |
| 1er mars 1848    | 10 mars 1848     | Joseph Villetard de Laguérie |                                             | Commissaire adjoint du gouvernement.                                               |
| 3 mars 1848      | 24 mars 1848     | Jules Uzanne                 |                                             | Commissaire adjoint du gouvernement.                                               |
| 8 avril 1848     | 27 avril 1848    | Pierre Quenot                | Chef de section du chemin de fer à Tonnerre | Commissaire adjoint du gouvernement.                                               |
| 2 mai 1848       | 27 mai 1848      | Edme Demay-Paris             | Sous-commissaire du gouvernement à Avallon  | Préfet, installé le 23 mai 1848 et révoqué après des protestations le 24 mai 1848. |
| 28 mai 1848      | 20 novembre 1849 | Jean-Baptiste Boulage        | Sous-préfet de Roanne                       | Nommé préfet du Morbihan.                                                          |
| 21 novembre 1849 | 14 mai 1850      | Antoine Contencin            | Préfet du Cantal                            | Nommé directeur des cultes.                                                        |
| 11 mai 1850      | 26 novembre 1851 | Georges Haussmann            | Préfet du Var                               | Nommé préfet de la Gironde.                                                        |

## Second Empire
| Période          | Période          | Identité                | Fonction précédente                          | Observation                     |
| ---------------- | ---------------- | ----------------------- | -------------------------------------------- | ------------------------------- |
| 26 novembre 1851 | 4 mars 1853      | Rodolphe d'Ornano       |                                              | Nommé chambellan de l'empereur. |
| 4 mars 1853      | 8 septembre 1856 | Georges Chamblain       |                                              | Nommé préfet de l'Aisne.        |
| 8 septembre 1856 | 16 mars 1858     | Symphorien Boittelle    | Préfet de l'Aisne                            | Nommé préfet de police.         |
| 10 avril 1858    | 10 avril 1861    | Hugues-Bernard Michel   | Préfet de la Corrèze                         | Nommé préfet de la Charente.    |
| 10 avril 1861    | 4 août 1862      | Félix Chadenet          | préfet de la Charente                        | Passe à la retraite.            |
| 14 mai 1862      | 3 février 1866   | Adrien Sohier           | Préfet de l'Indre                            | Nommé Préfet d'Indre-et-Loire.  |
| 3 février 1866   | 6 septembre 1870 | Jules Tarbé des Sablons | Chef de division au ministère de l'Intérieur | Passe à la retraite.            |

## Troisième République
| Période           | Période           | Identité                    | Fonction précédente             | Observation                                                           |
| ----------------- | ----------------- | --------------------------- | ------------------------------- | --------------------------------------------------------------------- |
| 7 septembre 1870  | 25 mai 1873       | Hippolyte Ribière           | Bâtonnier d'Auxerre             | Devient conseiller général, puis sénateur.                            |
| 26 mai 1873       | 13 avril 1876     | Émile Ducrest de Villeneuve | Sous-préfet de Meaux            | Nommé préfet de la Marne.                                             |
| 13 avril 1876     | 5 janvier 1877    | Ernest Hendlé               | préfet de Loir-et-Cher          | Nommé préfet de Saône-et-Loire.                                       |
| 5 janvier 1877    | 19 mai 1877       | Jean Roussel-Despierres     | Préfet de Constantine           |                                                                       |
| 24 mai 1877       | 14 décembre 1877  | Paul Copin                  | Secrétaire général du Nord      | Démissionne.                                                          |
| 18 décembre 1877  | 15 mars 1879      | Jean Roussel-Despierres     |                                 | Nommé préfet de la Dordogne.                                          |
| 15 mars 1879      | 30 mars 1881      | Jean-Baptiste Maulmond      | Sous-préfet de Châlon-sur-Saône | Nommé trésorier-payeur général de la Corrèze.                         |
| 30 mars 1881      | 29 novembre 1883  | René Laffon                 | Sous-préfet de Meaux            | Nommé préfet de Saône-et-Loire.                                       |
| 29 novembre 1883  | 1er décembre 1888 | Jacques Faure de Beauregard | Préfet de l'Ardèche             | Nommé préfet de la Haute-Vienne.                                      |
| 1er décembre 1888 | 3 avril 1893      | Paul Joseph Boudier         | Sous-préfet de Saint-Quentin    | préfet de la Haute-Marne.                                             |
| 22 avril 1893     | 28 février 1896   | Édouard de Luze             | préfet de la Charente           | Nommé préfet de l'Isère.                                              |
| 28 février 1896   | 13 octobre 1896   | Gustave Chadenier           | préfet de l'Ardèche             | Nommé préfet du Morbihan.                                             |
| 13 octobre 1896   | 16 juillet 1898   | Édouard de Marcère          | Sous-préfet d'Abbeville         | Nommé préfet de l'Aube.                                               |
| 19 juillet 1898   | 31 mars 1899      | François Masclet            | Préfet de la Haute-Savoie       | Nommé préfet de Vaucluse.                                             |
| 31 mars 1899      | 5 septembre 1904  | Robert Godefroy             | Préfet du Tarn                  | Nommé préfet du Doubs.                                                |
| 5 septembre 1904  | 5 décembre 1907   | Jean Peyre                  | Sous-préfet de Coutances        | Nommé trésorier-payeur général de l'Indre.                            |
| 5 décembre 1908   | 19 octobre 1909   | Hubert Thérel               | Ingénieur en chef de la Marne   |                                                                       |
| 19 octobre 1909   | 28 février 1914   | Antoine Marty               | Préfet de l'Ardèche             | Nommé Préfet de la Vienne.                                            |
| 28 février 1914   | 2 août 1924       | Gabriel Letainturier        | Préfet des Hautes-Alpes         | Passe à la retraite.                                                  |
| 2 août 1924       | 14 janvier 1930   | Serge Gas                   | Préfet du Cantal                | Nommé directeur de l'hygiène au ministère du Travail.                 |
| 2 mai 1930        | 3 février 1932    | Louis Viguie                | Préfet de l'Aube                | Nommé directeur du personnel et de l'administration générale.         |
| 8 février 1932    | 26 septembre 1936 | Alexandre Angeli            | Préfet des Basses-Alpes         | Nommé préfet du Calvados.                                             |
| 26 septembre 1936 | 8 juillet 1938    | Louis Jouany                | Préfet des Deux-Sèvres          | Nommé préfet hors cadre. Sera nommé préfet d'Ille-et-Vilaine en 1939. |
| 8 juillet 1938    | 17 septembre 1940 | Philibert Dupard            | Préfet du Gers                  | Nommé préfet de la Loire-Inférieure.                                  |

## Régime de VichyetGouvernement provisoire de la République française
| Période           | Période           | Identité           | Fonction précédente                         | Observation                           |
| ----------------- | ----------------- | ------------------ | ------------------------------------------- | ------------------------------------- |
| 2 novembre 1940   | 14 novembre 1941  | Joseph Bourgeois   | Sous-préfet d'Avallon                       | Nommé préfet délégué à Rouen.         |
| 14 novembre 1941  | 12 septembre 1942 | Charles Daupeyroux | Préfet de la Lozère                         | Nommé Préfet des Pyrénées-Orientales. |
| 12 septembre 1942 | 17 novembre 1944  | Émile Gardas       | Sous-préfet de Valenciennes                 | Suspendu de ses fonctions.            |
| 19 août 1944      | 10 juin 1946      | Paul Gibaud        | Secrétaire général de la fédération postale | Devient préfet honoraire.             |

## Quatrième République
| Période          | Période          | Identité               | Fonction précédente                                             | Observation                                                              |
| ---------------- | ---------------- | ---------------------- | --------------------------------------------------------------- | ------------------------------------------------------------------------ |
| 24 juillet 1946  | 1er octobre 1952 | Jacques Brunel         | Chef du cabinet du ministre de l'Intérieur André Le Troquer     | Nommé préfet de Guadeloupe.                                              |
| 1er octobre 1952 | 15 décembre 1954 | Désiré Arnaud          | Directeur du cabinet du secrétaire d'État au Budget Jean Moreau | Nommé préfet du Loiret.                                                  |
| 31 décembre 1954 | 16 juin 1955     | Max Lafont de Sentenac | Préfet de l'Aube                                                | Détaché secrétaire général adjoint du gouvernement général de l'Algérie. |
| 16 juin 1955     | 19 mars 1957     | Yves Cazaux            | Directeur du personnel et des affaires politiques               | Nommé préfet du Gard.                                                    |
| 19 mars 1957     | 7 janvier 1959   | Maurice Picard         | Préfet de Lot-et-Garonne                                        | Nommé préfet du Haut-Rhin.                                               |

## Cinquième République
| Période           | Période           | Identité               | Fonction précédente | Observation                                                                                          |
| ----------------- | ----------------- | ---------------------- | --- | --- |
| 7 janvier 1959    | 1er juillet 1961  | Raymond Viguie         | Adjoint à l'igame d'Alger | Nommé Trésorier-payeur général de l'Aude.                                                            |
| 2 juin 1961       | 12 janvier 1963   | André Vimeney          | Préfet d'Alger | Nommé préfet de Saône-et-Loire.                                                                      |
| 12 janvier 1963   | 6 septembre 1965  | Michel Ellia           | Préfet de Lot-et-Garonne | Chargé de mission au cabinet du ministre de la Santé publique et de la Population Raymond Marcellin. |
| 17 septembre 1965 | 28 décembre 1966  | Laurent Chazal         | Préfet de la Meuse | Conseiller technique au cabinet du ministre de l'Agriculture Edgar Faure.                            |
| 28 décembre 1966  | 9 août 1969       | Raoul Moreau           | Préfet de la Haute-Marne | Nommé secrétaire général de la préfecture de la région parisienne.                                   |
| 9 août 1969       | 31 décembre 1971  | Jacques Fresne (d)     | Préfet des Pyrénées-Orientales                                                                                                  | Prend un congé spécial avant d'être admis à la retraite en 1977.                                     |
| 31 décembre 1971  | 29 septembre 1972 | Jean Périer            | Sous-préfet de Saint-Nazaire | Nommé préfet délégué pour la police auprès du préfet du Rhône.                                       |
| 29 septembre 1972 | 13 juin 1974      | Jean Brachard          | Directeur du cabinet du ministre d'État chargé des relations avec le Parlement Roger Frey, chargé des réformes administratives. | Nommé préfet de l'Eure.                                                                              |
| 13 juin 1974      | 27 avril 1978     | Pierre Manière         | Chargé de mission au cabinet du ministre de l'Intérieur Michel Poniatowski                                                      | Nommé préfet du Var.                                                                                 |
| 27 avril 1978     | 3 décembre 1981   | Jean Desgranges        | Sous-préfet de Dunkerque | Nommé préfet du Morbihan.                                                                            |
| 3 décembre 1981   | 10 octobre 1984   | Michel Éon             | Préfet détaché pour la police auprès du préfet des Bouches-du-Rhône                                                             | Détaché auprès du gouvernement de Monaco, conseiller de gouvernement pour l'Intérieur.               |
| 19 septembre 1984 | 19 juin 1986      | Michel Desmet          | Sous-préfet | Nommé préfet d'Indre-et-Loire.                                                                       |
| 19 juin 1986      | 4 janvier 1988    | Philippe Parant        | Directeur général de la Sécurité extérieure                                                                                     | Nommé préfet du Morbihan.                                                                            |
| 4 janvier 1988    | 3 janvier 1992    | Jean-Paul Frouin       | Préfet de la Meuse | Nommé préfet de la Haute-Savoie.                                                                     |
| 3 janvier 1992    | 2 septembre 1993  | Jean Aribaud           | Préfet de la Lozère | Détaché auprès du gouvernement de Monaco, conseiller de gouvernement pour l'Intérieur.               |
| 2 septembre 1993  | 29 octobre 1997   | Jean-Pierre Marquie    | Préfet de l'Ardèche | Nommé préfet de la Drôme.                                                                            |
| 29 octobre 1977   | 15 juillet 1999   | André Viau             | Directeur adjoint du cabinet du ministre de l'Intérieur Jean-Louis Debré                                                        | Nommé préfet des Pyrénées-Atlantiques.                                                               |
| 15 juillet 1999   | 18 septembre 2001 | Gérard Moisselin       | Directeur des personnels, de la formation et de l'action sociale au ministère de l'Intérieur                                    | Nommé préfet de l'Aisne.                                                                             |
| 18 septembre 2001 | 31 juillet 2002   | Anne-Marie Escoffier   | Préfète de l'Aveyron | Inspectrice générale de l'Administration.                                                            |
| 31 juillet 2002   | 17 février 2005   | Jean-Louis Fargeas     | Préfet de la Lozère | Nommé préfet de la Manche.                                                                           |
| 17 février 2005   | 25 janvier 2007   | Jean-François Tallec   | Préfet de l'Indre | Nommé préfet de la Dordogne.                                                                         |
| 25 janvier 2007   | 29 avril 2009     | Didier Chabrol         | Directeur des transports et de la protection du public à la préfecture de police de Paris                                       | Nommé inspecteur général de l'Administration.                                                        |
| 4 juin 2009       | 23 décembre 2010  | Pascal Lelarge         | Ingénieur général des ponts et chaussées                                                                                        | Nommé préfet de la Sarthe.                                                                           |
| 23 décembre 2010  | 14 septembre 2012 | Jean-Paul Bonnetain    | Préfet de la Moselle | Nommé préfet de police des Bouches-du-Rhône.                                                         |
| 4 octobre 2012    | 12 novembre 2014  | Raymond Le Deun        | Directeur des systèmes d'information et de communication à l'administration centrale du ministère de l'Intérieur                | Nommé préfet de l'Aisne.                                                                             |
| 12 novembre 2014  | 28 juillet 2017   | Jean-Christophe Moraud | Préfet de l'Orne | Nommé préfet de Vaucluse.                                                                            |
| 28 juillet 2017   | 5 janvier 2020    | Patrice Latron         | Directeur de cabinet du préfet de police de Paris                                                                               | Nommé conseiller du gouvernement, chargé du déploiement du service national universel.               |
| 6 janvier 2020    | 3 avril 2022      | Henri Prevost          | Directeur de l'Agence nationale de traitement automatisé des infractions                                                        | Nommé préfet de la Marne.                                                                            |
| 4 avril 2022      |                   | Pascal Jan             | Professeur des universités | |